# گروه جبسن
گروه جبسن (انگلیسی: Jebsen Group) شرکت صنایع غذایی هنگ کنگی است، که در سال ۱۸۹۵ تأسیس شد.